# ماهود أحمد
ماهود أحمد (1940 - 10 أبريل/نيسان 2021) فنان تشكيلي عراقي، يُعدّ أحد أبرز الفنانين العراقيين في مجال الرسم، وبالأخص الفن التشكيلي.

## الميلاد
ولد ماهود أحمد، عام 1940 بالأهوار بمحافظة ميسان، في جنوب العراق.

## تعليمه وأعماله
- أكمل دراسته الفنية في معهد الفنون الجميلة في بغداد 1959.
- نال شهادة الماجستير في الفنون في روسيا عام 1967. (معهد سوريكوف للفنون)
- نال درجة الدكتوراه في الفلسفة في الفن في روسيا 1979. (المعهد العالي للدراسات النظرية –موسكو).
- حصل على درجة الاستاذية من جامعة بغداد عام 1996.
- أشرف على العديد من رسائل الماجستير والدكتوراه ما يقارب 27 (أطروحة).
- عضو مؤسس كلية الفنون الجميلة \جامعة صلاح الدين (كردستان العراق).
- عضو نقابة الفنانين العراقيين، عضو في جمعية الفنانين التشكيليين، عضو جماعة الرواد، عضو جماعة بغداد للفن الحديث.

## أهم أعماله
- مجموعة من البحوث الفنية:

1. تربة زمرد خاتون.
2. الواسطي من خلال مخطوطة المزوق.
3. المنمنمات المندائية في المخطوطات الدينية في العراق.
4. المأمون يحفر في الأهرام.
5. كتاب عن إسماعيل الشيخلي حياته وفنه.

- له العديد من الكتب المؤلفة في مجال الفنون وآخر الآن تحت طبع.
- كتب العديد من المقالات الفنية والنقدية والشعر.
- ساهم بإخراج وإصدار مجلة أسفار الأدبية وشغل منصب سكرتير تحرير لمجلة فن في بغداد. كذلك كتب العديد من البحوث في مجلة آفاق عربية والتراث الشعبي ومجلة الأكاديمي ومجلة الفن. كما ساهم في تاسيس مجلة مجلتي للأطفال. وشارك في مناقشات الرسائل الجامعية والمؤتمرات.
- له مقنيات لأعماله في متاحف العالم.
- أشهر أعماله العالمية (الفارس الأزرق، قارئة البخت، الميت الحي، عودة الرأس، ملحمة كلكامش، العشاء الأخير)

## التكريم
- كُرِّم من قبل وزارة التعليم العالي والبحث العلمي (العراق) في يوم القلم.
- حصل على شهادة تقديرية الأولى في مهرجان بغداد العالمي عام 2002.
- كرمته جامعة بغداد كأستاذ امثل عام 2000.
- كُرِّم كأقدم أستاذ في جامعة بغداد عام 2005.
- حاز على العديد من الشهادات التقديرية كل من (تونس – باريس – موسكو)

## المعارض
- أقام عدة معارض شخصية داخل العراق وخارجه.
- أقام عام 2001 معرض شخصي (تخطيط وكرافيك) بعنوان (انتفاضة الأقصى.... حجارة الجهاد) على قاعة جمعية التشكيلييين العراقيين – بغداد.
- شارك العديد من المعارض العالمية في كل من (باريس، لندن، أمريكا، موسكو، إيطاليا، ألمانيا، إسبانيا، المغرب، تونس، مصر، لبنان، الأردن).
- شارك في العديد من المؤتمرات العلمية وقام بإلقاء المحاضرات في مجال اختصاصه في (بغداد – موسكو – براغ – تونس – المغرب).

## وفاته
توفي يوم السبت 10 نيسان 2021 ميلاديًّا، الموافق 28 شعبان 1442 هجريًّا، عن عمر ناهز 81 عامًا.